# فضای کار مشترک

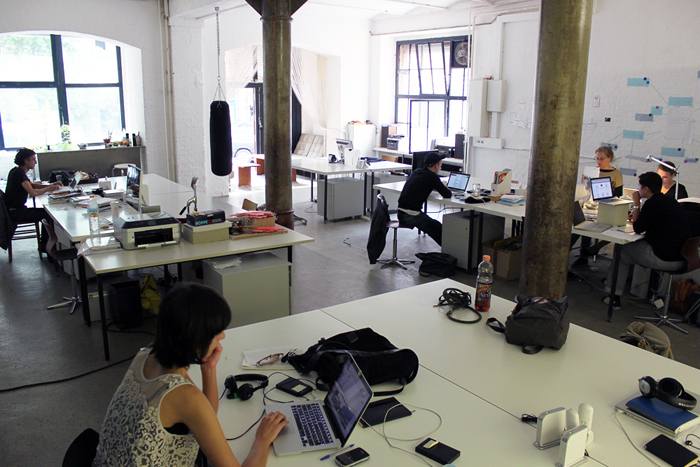
مرکز کار اشتراکی برلین.

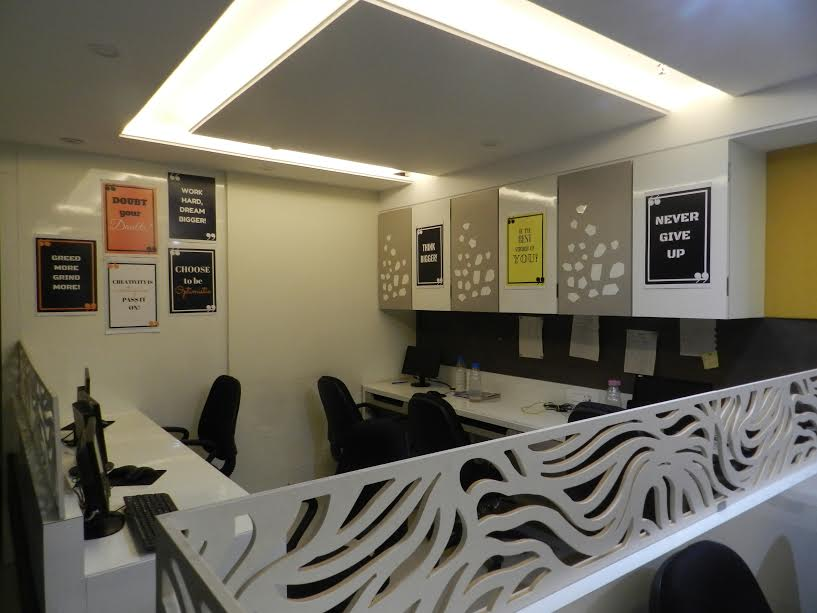
مرکز کار اشتراکی در ایندور، هند.

فضای کار مشترک یا فضای کار اشتراکی یا کو ورکینگ (به انگلیسی: Coworking) روشی برای کار کردن است که شامل یک فضای کار به اشتراک گذاشته شده، یک دفتر کار و فعالیت‌های مستقل است. در یک تعریف جامع و ساده میتوان گفت که به کار گروهی که توسط چند نفر در یک مکان انجام شوند گفته میشود. معمولا این کارها یک اتاق یا یک جدایی اورنده ندارد.برخلاف محیط‌های اداری معمولی، محیط کو ورکینگ معمولاً توسط یک سازمان (ارگان) مشترک به کار برده نمی‌شود. این محیط‌ها برای فریلنسرهای حرفه‌ای، پیمانکاران مستقل یا افرادی که اغلب در سفر هستند و فعالیت‌های مستقل انجام می‌دهند جذاب می‌باشد. محل کار اشتراکی، اجتماعی از افرادیست که در عین انجام فعالیت‌های مستقل، ارزش‌هایی را به اشتراک می‌گذارند و البته افرادی که مشتاق به هم کوشی هستند که این هم کوشی می‌تواند با کار کردن در کنار افرادی که برای فعالیت در یک محیط مشترک در کنار یکدیگر، ارزش قائل هستند، اتفاق بیفتد.
محل کار اشتراکی راه حلی مناسب برای مشکل انزوای بسیاری از کارمزدی‌ها، که کار کردن در منزل را تجربه کرده‌اند، می‌باشد، همین‌طور به آن‌ها اجازه می‌دهد که از عوامل حواس‌پرتی در حین کار کردن در منزل نجات یابند.
فضاهای کار اشتراکی الزاماً برای استارتاپ‌ها ساخته نمی‌شوند؛ ولی معمولاً توسط آن‌ها استفاده می‌شوند. با توجه به اینکه الزامات فیزیکی اساسی کار کردن در این فضاها فراهم می‌شود در برخی موارد شتاب‌دهنده‌های کسب و کار یا مراکز تحقیق و توسعهٔ شرکت‌های بزرگ نیز ممکن است در این فضاها مستقر شوند.
همچنین این فضاها ممکن است با توجه به شرایط محلی برای تمرکز بر موضوعی خاص راه اندازی شوند، مثلاً برای توسعهٔ گردشگری، یا توسعهٔ بازی سازی. اما این فضاها غالباً امکاناتی را فراهم می‌آورند که شامل میزکاری، اتاق جلسات، برق، اینترنت پرسرعت، چای و قهوه رایگان است.

## تاریخچه

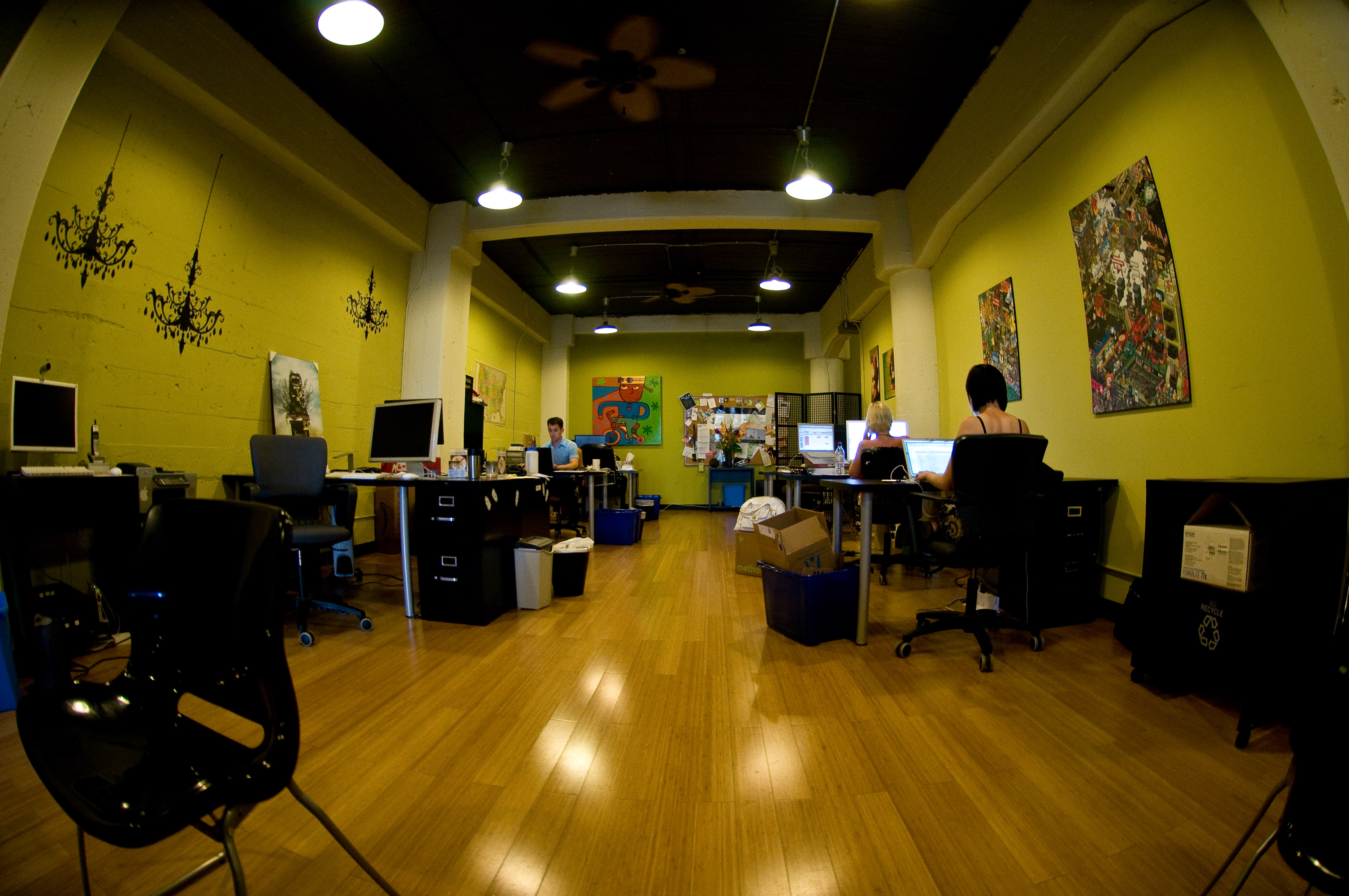
Citizen Space در سان فرانسیسکو

از سال ۲۰۰۶ برخی مطالعات نشان داده‌است که تعداد فضاهای کار اشتراکی و مراکز قابل استفاده تقریباً هرسال دو برابر شده‌اند.
سانفرانسیسکو در حال تلاش برای داشتن جایگاه بزرگ در جامعه (اجتماع) کار اشتراکی است؛ و البته منزلگاهی برای رشد کمی مراکز کار اشتراکی است. همچنین Anca Mosoiu, Tech Liminal را که یک مرکز کار اشتراکی مستقر در اوکلند، کالیفرنیا است، در خلیج سان فرانسیسکو تأسیس کرد. در میامی نیز محیط‌های جدیدی افتتاح شد که City Desk یکی از آنهاست. همچنین کار اشتراکی در بسیاری از مناطق وابسته به شهرهایی همچون سیاتل، واشینگتن، پورتلند، اورگن، و ویچیتا، کانزاس گسترش یافت که هم‌اکنون چندین مکان سازماندهی شدهٔ کو ورکینگ را عرضه می‌کنند. جامعه کار اشتراکی نیویورک نیز به سرعت در مکان‌هایی تحت عنوان Regus و Rockefeller Group Business Centerگسترش یافت. همچنین چندین شرکت نوپا جدید همچون WeWork در سراسر این شهر توسعه یافته‌است. در همسایگی بروکلین به دلیل رشد کارمندان نسل وای در خواست برای کار اشتراکی هرگز تمام نمی‌شود. به عبارت دیگر در منطقه Gowanus تقریباً از هر ده نفر، یک نفر دورکاری انجام می‌دهد. منطقه صنعتی Gowanus, Brooklyn که ساختمان‌های قدیم را به فضاهای کاری مشترک مجدداً طراحی می‌کنند همانند کارمندان شاغل در مراکز کار اشتراکی شاهد تغییراتی در استارتاپ‌های جدید هستند.
بسیاری از محیط‌های کار اشتراکی توسط کارآفرینان اینترنتی که دور کاری انجام می‌دهند و در جستجوی جایگزینی برای کار کردن به صورت مستقل و ایزوله در کافی شاپ‌ها یا فضای خانه بودند گسترش یافته‌است. بررسی سال ۲۰۰۷ نشان داد که بسیاری از کارمندان دورکار، از انزوا و ازدست دادن تعامل انسانی هنگام کار در خانه احساس نگرانی می‌کنند. همچنین یک سوم کارکنان بخش خصوصی و دولتی اعلام کرده‌اند که نمی‌خواهند در طول کار خود در منزل باشند.

## در اروپا

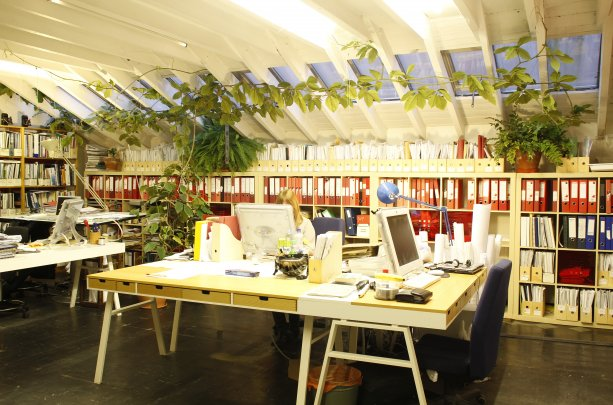
مرکز کار اشتراکی در گلاسکو، بریتانیا.

فرانسه اولین مرکز کار اشتراکی خود را تحت عنوان la Boate, در سال ۲۰۰۷ در مکان مارسی افتتاح کرد. در سال ۲۰۰۷ نیز دو مرکز جدید به نام‌های la Cantine و la Ruche را در پاریس بازگشایی نمود.
امروزه انگلستان به مرکزیت لندن از جمله پاسخگوترین کشورهای اروپایی در زمینه ایده کار مشترک است. لندن نه تنها به دلیل تعداد زیاد مراکز کار اشتراکی که ارائه می‌دهد، بلکه بخاطر تنوع مراکزی که به تناسب نیازهای مختلفی که در میان استارتاپ‌ها، کار آفرینان و فریلنسرها وجود دارد، رهبری و هدایت بازار کار اشتراکی را برعهده دارد. Camden Collective یک پروژه بازسازی و ترمیم در لندن، که ساختمان‌ها و زمین‌های خالی و بلا استفاده را تغییر کاربری می‌دهد، اولین مرکز کار اشتراکی خود را با اسم ‘wire-less wall-less’ در سال ۲۰۰۹ افتتاح کرد.
دولت انگلستان در ژوئن ۲۰۱۳ اعلام کرد که کار اشتراکی به صورت یک طرح آزمایش جدید به منظور استفاده در استراتژی تحت عنوان 'One Public Sector Estate' (که ۱۲ مرجع عمومی در انگلستان را تحت پوشش قرار می‌دهد) به کار برده می‌شود. این کار شوراها را به همکاری با مراکز دولتی و دیگر نهادها جهت اشتراک گذاری ساختمان‌ها بین کارکنان تشویق خواهد کرد. همچنین مقامات را به استفاده مجدد از زمین‌های بلا استفاده، کاهش هزینه و آزاد کردن زمین‌ها برای توسعه شهری قادر خواهد ساخت.
کار اشتراکی در قاره اروپا بیشتر رایج شده‌است که شرکت نوپا کلان‌شهر برلین، حامی و تقویت‌کننده اصلی این پروژه بوده‌است. چندین پیشنهاد متفاوت کار اشتراکی، از جمله Factory Berlin در این شهر می‌توان یافت.
این محیط‌های کاری مشترک فقط منحصر به شهرهای بزرگ نیست، شهرهای کوچک نیز ممکن است در صورت داشتن افراد جوان و خلاق مخصوصاً شهرهای دانشگاهی نیز مراکز کار اشتراکی را ارائه دهند. گرایفسوالد نمونه ایست در آلمان که به همکاری بین مراکز کار اشتراکی و محیط‌های آکادمیک توجه می‌شود.

## در آسیا
از زمان محدود شدن فضاها در کشورهای بزرگ مثل چین، هند، ایران، سنگاپور، فیلیپین، هنگ کنگ و تایوان محیط کار اشتراکی در آسیا بسیار پر طرفدار شده‌است.

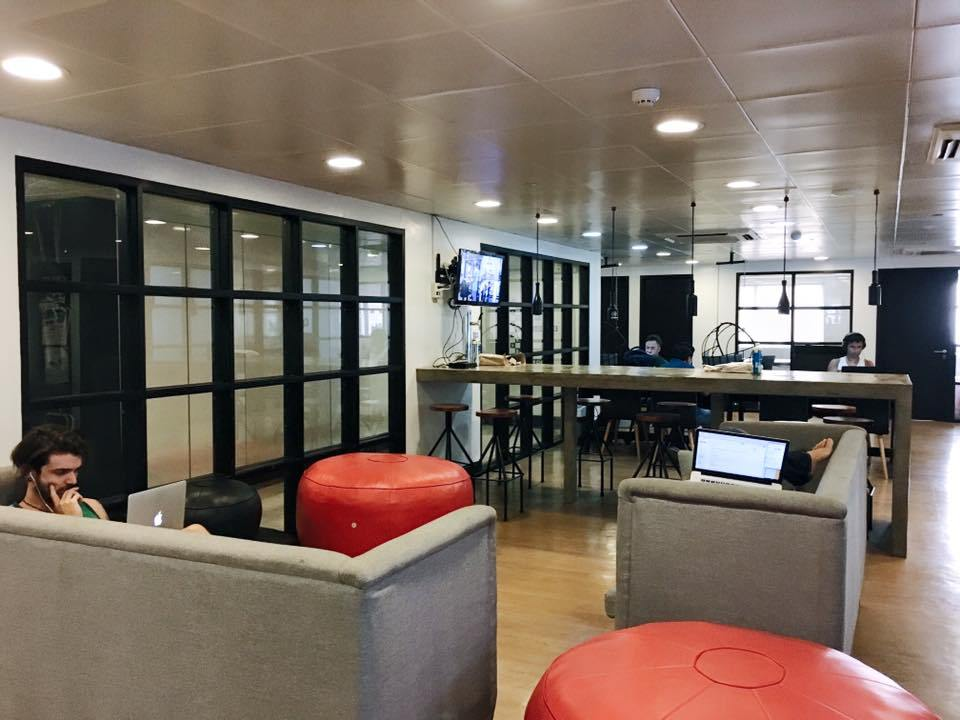
فضای کاری مشترک در ماکاتی

به‌طور مثال برای توسعه جامعه در حال رشد شرکت نوپا، ده‌ها مراکز کار اشتراکی در هنگ کنگ ساخته شد که با توجه به گفته فوربز هنگ کنگ در کنار دره سیلیکون و نیویورک جزو بخش‌های پیشرو تکنولوژی در جهان است. درحالی که اکثر مراکز کار اشتراکی در جزیره هنگ کنگ و به‌طور برجسته در Central و Sheung Wan هستند، ولی به دلیل گسترش در سراسر مناطق، این مراکز می‌توانند در هر مکانی یافت شوند. قیمت‌گذاری متناسب با میزان انعطاف‌پذیری فضا هاست به همین دلیل اکثر فضاها به صورت روزانه، هفتگی و ماهانه میزها را اجاره می‌دهند و همچنین مجموعه اتاق‌هایی با سایزهای متفاوت (به‌طور مثال: ۲، ۳، ۶ کارگاه) و همچنین اتاق‌ها خصوصی برای قیمت‌های بالاتر ارائه می‌دهند. با وجود قیمت‌های سرسام‌آور تجهیزات و اجاره‌ها، مراکز کار اشتراکی گزینه‌ای بسیار خوب برای شرکت نوپا‌های کوچک و منحصر به فرد است تا کسب و کارشان را ارتقا دهند. بسیاری از شهرها مراکز کار اشتراکی را با مرکز رشد استارتاپ‌ها، شتابدهنده‌ها، صندوق‌های سرمایه‌گذاری، و حمایت مربیان همراه می‌کنند.
همچون استارتاپ‌های حوزهٔ تکنولوژی، کار اشتراکی نیز در بین دورکارها بسیار رواج دارد. یک بررسی در سال ۲۰۱۱ نشان می‌دهد که اکثر کارمندان کار اشتراکی در اواخر دهه بیست تا سی سالگی و با میانگین سنی ۳۴ سال می‌باشند که دو سوم مردان و یک سوم بانوان هستند همچنین چهار پنجم کارمندان کار اشتراکی حرفهٔ خود را با یکی از مدارک دانشگاهی آغاز کرده‌اند. بیشتر از نیمی از شاغلان در محیط کار اشتراکی کار مزدی (فریلنسر) هستند و اکثر شاغلان در محیط کار اشتراکی در حوزه صنایع خلاق یا new media فعالیت می‌کنند.

## در ایران

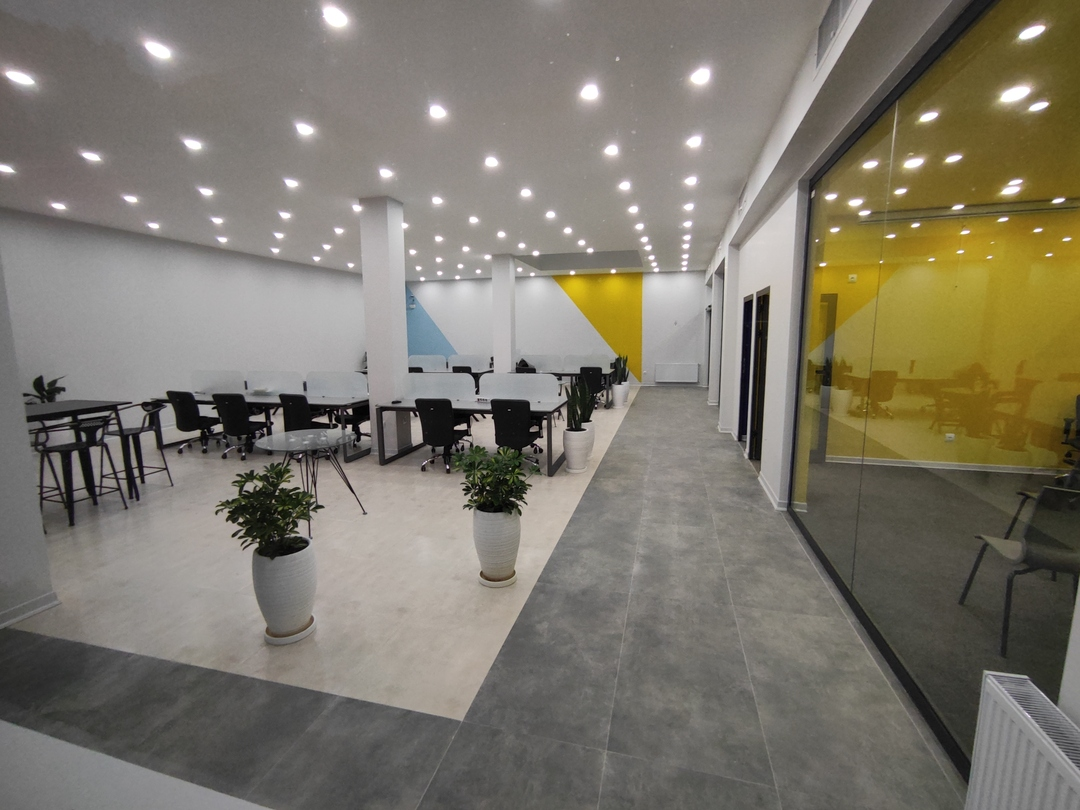
فضای کار اشتراکی در اصفهان

در ایران فضاهای کار اشتراکی در کنار شتاب‌دهنده‌ها و اکوسیستم استارتاپی در حال توسعه هستند. این فضاها معمولاً برای رشد و توسعهٔ استارتاپ‌ها شکل گرفته‌اند و میزبان استارتاپ‌ها، کارمزدی‌ها و دیگر افرادی که نیاز به فضای کاری دارند هستند. نمونه‌های متعددی در تهران، کرج، اصفهان، تبریز، مشهد، زنجان و کرمان شکل گرفته‌اند.
در فضاهای کار مشترک، صندلی‌ها به صورت اختصاصی و اشتراکی و اتاق‌های اختصاصی اجاره داده می‌شود. در این فضاها، امکاناتی مانند اتاق‌های جلسه، سالن کنفرانس، مینی کافه و اتاق استراحت برای خدمت رسانی به مشترکین موجود می‌باشد.

## انواع
محور اصلی کسب و کار مراکز کار اشتراکی اجاره میزهاست و در ادامه ساختن یک جامعه همکاری می‌باشد. افراد اصلی برای حضور در این مراکز کارمزدیهای حرفه‌ای، دورکارها و مؤسسین شرکت‌های کوچک و متوسط هستند که در جستجوی یک جامعه‌ای با روح همکاری می‌باشند. همچنین اغلب مشتریان از دیگر سرویس‌های فضای کار مشترک مثل پرینت، همکاری و مشاوره بهره‌مند می‌شوند.
به دلیل تفاوت شیوه مدیریتی فضای کار اشتراکی که به جای مدیریت و کنترل به جنبه همکاری اهمیت می‌دهد، مدل کار اشتراکی؛ از شتابدهنده‌ها، مراکز رشد و Executive suite مجزا می‌باشد و با هم ترکیب نمی‌شوند. اکثر مشترکان محیط کار اشتراکی در unconference مثل BarCamp و دیگر رویدادهای فناوری نیز شریک هستند.